# Moritz Cantor
Moritz Benedikt Cantor (n. 23 august 1829 la Mannheim - d. 10 aprilie 1920 la Heidelberg) a fost un matematician german, cu contribuții și în domeniul istoriei matematicii.

## Biografie
S-a născut la Mannheim, Germania într-o familie de evrei care provenea din Portugalia și emigrase în Olanda.
Deși are același nume, nu este rudă apropiată cu Georg Cantor.
În perioada 1853 - 1913, a fost profesor la Universitatea din Heidelberg, apoi profesor onorific.
Între 1859 și 1901 a fost redactor și colaborator al periodicului Zeitschcrift für Mathematik und Physik.
În 1887 a întemeiat revista Abhandlungen zur Geschichte der Mathematischen Wissenschaften, consacrată istoriei matematicii, care a continuat să existe și după moartea lui.

## Activitate științifică
S-a ocupat cu vechile scrieri și sisteme de numerație.
A studiat mecanismul apariției sistemului de numerație sexagesimal babilonian, emițând mai multe ipoteze.
De asemenea, a studiat și scrierea hieroglifică a numerelor.
A analizat formulele de închidere din vechile cărți ale lui Ahmes.

## Scrieri
- 1865: Über einen Codex des Klosters Salem
- 1875: Die römischen Agrimensoren und ihre Stellung in der Feldmesskunst
- 1880 - 1889: Vorlseungen über Geschichte der Mathematik.